# NOAAS Ronald H. Brown
NOAAS Ronald H. Brown (R 104) è una nave da ricerca della National Oceanic and Atmospheric Administration. È stata varata il 30 maggio 1996 nel cantiere di Halter Marine Moss Point a Pascagoula (fu completata nel febbraio 1995) e poi è stata utilizzata per la prima missione il 19 luglio a Charleston. È stata la prima nave da ricerca oceanografica di nuova costruzione della NOAA in 17 anni di attività.
Il nome Brown è stato dato per l'ex Segretario al Commercio degli Stati Uniti Ron Brown, che morì in un incidente aereo mentre era in carica. Lunga 274 piedi (84 m), è la più grande nave della flotta NOAA. Lo scafo della nave è rinforzato per resistere agli urti contro il ghiaccio consentendole ricerche nel Mare glaciale artico e nell'Antartide. La nave ha un totale di 59 posti letto ed è in grado di ospitare 30 passeggeri nel locale mensa. La nave comprende anche un ospedale con 4 posti letto. Lei trasporta al completo sei ufficiali del corpo della NOAA, tra cui un ufficiale medico, 20 persone dell'equipaggio ed un massimo di 32 scienziati.
NOAAS Ronald H. Brown è dotato, in coperta della seguente attrezzatura: tre argani, due gru fisse, una gru portatile, un'asta idrografica e un A-frame. Questi dispositivi permettono alla Ronald H. Brown una capacità di sollevamento di fino a 42.000 libbre (19.000 kg) e fino a 10.000 metri (33.000 piedi) di profondità il cavo può tirare fino a 8.100 libbre (3.700 kg). Uno degli argani è specificatamente utilizzato con cavi speciali, come cavi a fibra ottica o cavo coassiale.
Come nave di ricerca, una notevole parte di nave è dedicata ai laboratori. Sono inclusi nei 4.100 piedi quadrati (380 mq) di spazio, laboratori per elaborazione dati su computer, il laboratorio di elettronica, un laboratorio biochimico e un Wet laboratory.
In aggiunta al suo equipaggiamento per lo studio oceanografico, la Ronald H. Brown ha la strumentazione per studiare l'atmosfera, tra cui un radar meteo per la comprensione della dinamica delle tempeste in mare. Grazie a questo è l'unica nave di ricerca al mondo ad avere questa capacità combinata di campionamento atmosferico ed oceanografico. Gli scienziati a bordo della nave, studiano livello critico nel settore ambientale negli oceani del mondo. Dal 1997 ha partecipato a numerosi progetti nazionali ed internazionali.
La NOAAS Ronald H. Brown (R 104) ed altre tre navi da ricerche sono state costruite per lo stesso progetto di base. Le tre navi gemelle sono R/V Thomas G. Thompson (UW), RV Roger Revelle (Scripps Institution of Oceanography) e R/V Atlantis (Woods Hole).